# Welcome to Sarajevo
Welcome to Sarajevo ist ein US-amerikanisch-britisches Filmdrama von Michael Winterbottom aus dem Jahr 1997. Das Drehbuch von Frank Cottrell Boyce beruht auf dem Buch „Natasha's Story“ von Michael Nicholson.

## Handlung
Der britische Reporter Michael Henderson fährt 1992 ins belagerte Sarajevo. Er und der Amerikaner Jimmy Flynn suchen dort unter dem allgegenwärtigen Feuer der Heckenschützen und Mörser Stories, die ihre Auftraggeber interessieren könnten. Sie lernen das Leben der Bewohner der zerbombten Stadt kennen und berichten von vorderster Front.
Henderson macht eine Reportage aus einem Waisenhaus, in dem etwa zweihundert Kinder unter entsetzlichen Bedingungen leben. Er und die Entwicklungshelferin Nina versuchen, die Kinder aus der Stadt zu bringen. Die Fahrt wird von den Serben gestoppt, die die meisten Kinder ihren Betreuern wegnehmen.
Henderson bringt das Mädchen Emira illegalerweise außer Landes, um sie zu adoptieren. Unterwegs sagt ihm seine Frau am Telefon, dass sie einverstanden sei. Ein Jahr später taucht Emiras leibliche Mutter in Bosnien und Herzegowina auf, wie er in London über Telefon erfahren muss. Er ist gezwungen, allein zurückzufahren; die Situation dort ist unverändert. Ein einheimischer Freund fällt in der eigenen Wohnung einer Kugel in den Hinterkopf zum Opfer, die durch ein offenes Fenster kommt.
Mit gemischten Gefühlen trifft Henderson auf Emiras Mutter, mit der er sich über eine Dolmetscherin verständigen muss. Sie gibt sich damit zufrieden, Videoaufnahmen von ihrer glücklichen Tochter in England zu sehen, und Emira, die bereits fließend Englisch spricht, kurz am Telefon zu haben. Sie kennt ihre Tochter kaum, hat sie in den letzten acht Jahren nur zweimal gesehen und könnte ihr unmöglich eine gute Mutter sein. Sie unterschreibt Henderson die Dokumente, die er benötigt. Ihm fällt ein Stein vom Herzen.
Er und seine Kollegen haben an einem ruhigeren Abend noch die Gelegenheit, einem Friedenskonzert des Vedran Smajlović in der geplagten Stadt beizuwohnen.

## Kritiken
Roger Ebert kritisierte in der Chicago Sun-Times vom 9. Januar 1998 die „Improvisation“, die Fakten und Fiktion vermische. Er lobte die Darstellung von Woody Harrelson.
Richard Schickel fand in Time am 1. Dezember 1997, man könne es an Stephen Dillanes „wachsamen Augen, seinen hängenden Schultern“ und der „monotonen Stimme“ erkennen, wie ernsthaft der Film das Thema Kriegsberichterstattung angehe: Was Henderson hier tue, sei kein „geplanter moralischer Akt als vielmehr eine verzweifelte Improvisation, eine instinktive Handlung, um sich selbst als menschliches Wesen bewahren zu können.“

## Auszeichnungen
Michael Winterbottom wurde 1997 für die Goldene Palme und für den Gold Hugo des Chicago International Film Festival nominiert. Der Film wurde 1997 vom National Board of Review „for excellence in filmmaking“ besonders erwähnt. 
Die Deutsche Film- und Medienbewertung FBW in Wiesbaden verlieh dem Film das Prädikat wertvoll. 

## Hintergrund
Der Film wurde in Sarajevo, in Skopje und in Kroatien gedreht. Die Produktionskosten betrugen schätzungsweise 9 Millionen US-Dollar. Der Film spielte in den Kinos der USA ca. 340.000 US-Dollar ein.
Das zuletzt gespielte Stück ist das Adagio in g-Moll von Remo Giazotto, das auf Tomaso Albinoni zugeschriebenen Fragmenten basiert. Das Cello spielte Jonathan Williams.
Richard Schickel hielt fest, der wirkliche Michael Nicholson, damals bei ITN tätig, habe innerhalb von 25 Jahren von nicht weniger als 15 Kriegsschauplätzen berichtet.
Die Dreharbeiten an Originalschauplätzen im Sommer 1996 fanden gerade einmal sechs Monate nach dem Dayton-Friedensabkommen statt. Nicholson sagte, Teile des verwendeten Video-Footage seien im Fernsehen nie zu sehen gewesen, da man es dem Publikum nicht zumuten wollte. Er bewertete den Film als sehr authentisch.
Elizabeth Grice von Telegraph.co.uk begleitete 2004 die damals 22-jährige Natasha Nicholson geb. Jelena Natasha Mihalijcic bei ihrer ersten Rückkehr nach Bjelave seit den Tagen ihrer Kindheit. Ihre Geschichte führte zur Gründung der Hilfsorganisation Hope and Homes for Children.